# Meruliporia incrassata
Meruliporia incrassata är en svampart som först beskrevs av Berk. & M.A. Curtis, och fick sitt nu gällande namn av William Alphonso Murrill 1942. Meruliporia incrassata ingår i släktet Meruliporia och familjen Coniophoraceae.   Inga underarter finns listade i Catalogue of Life.